# 24-降胆甾烷
24-降胆甾烷（英語：24-Norcholestane），是一种甾族化合物，为20R,5α(H),14α(H),17α(H)构型，是石油中的生物标记，能通过其与27-降胆甾烷的比值（24/27-norcholestane ratio，NCR）来确定石油产生的年代。此外，还可以与齐墩果烷来联合确定年代